# Lepthyphantes meillonae
Lepthyphantes meillonae este o specie de păianjeni din genul Lepthyphantes, familia Linyphiidae, descrisă de Denis, 1953.
Este endemică în Franța. Conform Catalogue of Life specia Lepthyphantes meillonae nu are subspecii cunoscute.